# 国际统计学
国际统计学是利用统计數字比較不國家的情況的學科。而為使不同國家的统计數字可以互相比較及分析，國際間在編制统计數字時都會盡力遵守各國際組織定立的統計準則。
最基本的準則是國際貨幣基金組織定立的發布數據特別準則（Special Data Dissemination Standard）或一般數據發布系統（General Data Dissemination System），該些準則定明有關统计數字的範圍、周期性、及時性、誠信性、素質及數據開放予公眾的程度各方面的指引。

## 準則
根據發布數據特別準則，對於國際投资者而言，一個國家的基本统计數字應包括：
- 一般
  - 國民收入
  - 生產指數
  - 勞工
  - 人口
  - 物價

- 政府
  - 政府收入及支出
  - 政府債務

- 金融
  - 銀行界的分析賬目
  - 中央銀行的分析賬目
  - 利息
  - 股票市場

- 對外
  - 國際收支平衡
  - 國際儲備
  - 貿易
  - 對外投資頭寸
  - 匯率
  - 對外債務

而關於各項不同的統計數字的編製方法的詳細準則，便是由各有關的國際組織定立。例如：
- 聯合國定立國民收入、人口、行業分類及產品分類的統計準則
- 國際貨幣基金組織定立國際收支平衡、直接投資、對外投資頭寸及對外債務統計的準則
- 世界貿易組織定立貿易統計的準則
- 國際勞工組織定立勞工統計的準則
- 國際結算銀行定立銀行統計的準則

而不同的國家都會設立一些政府機構負責編製該國的统计數字，大部份國家會由一個政府機構管理所有的統計工作，但亦有一些国家如美国由多個不同的政府機構負責不同方面的統計工作。

## 另見
- 國家及國際統計機構列表